# Steven Stanley
"Steven Stanley" (nascido em 11 de julho de 1958) é um engenheiro acústico, produtor musical e tecladista jamaicano que trabalha com músicas do gênero reggae e rock desde 1975, principalmente com os Talking Heads, Tom Tom Club e Black Uhuru.
Stanley começou como um aprendiz de engenharia de som em casa no estúdio de gravação no Aquarius Árvore Halfway, Kingston, Jamaica em Setembro de 1975. Era integrante do Compass Point All Stars, e ele é considerado como um membro do grupo new wave dos anos 80 Tom Tom Club, ele é creditado como co-compositor de "Genius of Love", que é considerada a primeira música de hip-hop, que foi re-gravada por Grandmaster Flash and the Furious Five com a canção de 1982 "It's Nasty (Genius of Love)", usada por Dr. Jeckyll & Mr. Hyde, The X-Ecutioners, e no sucesso número um de Mariah Carey, Fantasy"(1995)  que Stanley ganhou um prêmio ASCAP de melhor composição Pop em 1997.
Stanley trabalhou nos álbuns premiados no Grammy, Anthem por Black Uhuru que ele co-produziu com Sly and Robbie, e Dutty Rock por Sean Paul, no qual ele mixou a música "I'm Still in Love with You". Fora do gênero reggae, Stanley também trabalhou com Grace Jones, e The B-52, recebendo um Álbum de Ouro do Wild Planet (1981). Ele vive em Kingston, Jamaica e trabalha em seu estúdio lá, Steven Recording Studio Stanley.